# HANARO
HANARO (High-Flux Advanced Neutron Application Reactor) (en français : réacteur d’application neutronique avancé à haut flux ; en coréen : 하나로) est un réacteur de recherche polyvalent de 30 MW situé à Daejeon, en Corée du Sud. Il a été conçu par l’Institut coréen de recherche sur l’énergie atomique (KAERI) comme une installation de recherche et de développement sur la science des neutrons et ses applications. HANARO a joué un rôle important en tant qu’installation nationale dans le domaine de la science des neutrons, de la production de radioisotopes clés, des essais de matériaux pour application aux réacteurs de puissance, du dopage par transmutation neutronique (DTN), de l’analyse par activation neutronique et de la neutronographie. Après l’installation d’une source de neutrons froids en 2010, il a également servi d’installation régionale et internationale pour la science des neutrons.